# Campionatul Mondial de Scrimă din 1961
Campionatul Mondial de Scrimă din 1961 s-a desfășurat la Torino în Italia.

## Rezultate

### Masculin
| Probă                 | Aur | Argint | Bronz |
| Spadă la individual   | Jacques Guittet (FRA)                                                                                       | Hans Lagerwall (SWE)                                                                                         | Tamás Gábor (HUN)                                                                                             |
| Spadă pe echipe       | Uniunea Sovietică Arnold Cernușevici Valentin Cernikov Bruno Havarov Guram Kostava Dmitri Liulin            | Franța Philippe Schraag Yves Dreyfus Jacques Guittet Armand Mouyal Gérard Lefranc Claude Bourquard           | Suedia Göran Abrahamsson Ivar Genesjö Hans Lagerwall Orvar Lindwall Berndt-Otto Rehbinder Axel Wahlberg       |
| Floretă la individual | Ryszard Parulski (POL)                                                                                      | Jenő Kamuti (HUN)                                                                                            | Mark Midler (URS)                                                                                             |
| Floretă pe echipe     | Uniunea Sovietică Mark Midler Iuri Rudov Aleksandr Șeveliov Iuri Sisikin Gherman Sveșnikov Viktor Jdanovici | Ungaria · Ferenc Czvikovszky · Jenö Kamuti · László Kamuti · Kazmer Pacsery · Sándor Szabó · József Gyuricza | Polonia Ryszard Parulski Egon Franke Witold Woyda Zbigniew Skrudlik Janusz Różycki Henryk Nielaba             |
| Sabie la individual   | Iakov Rîlski (URS)                                                                                          | Emil Ochyra (POL)                                                                                            | Wojciech Zabłocki (POL)                                                                                       |
| Sabie pe echipe       | Polonia Jerzy Pawłowski Wojciech Zabłocki Emil Ochyra Ryszard Zub Franciszek Sobczak Jerzy Wandzioch        | Uniunea Sovietică Umiar Mavlihanov Nugzar Asatiani Evgeni Cerepovski Iakov Rîlski Valeri Jitnîi              | Ungaria · Tamás Mendelényi · Péter Bakonyi · Gábor Delneky · Zoltán Horváth · Rudolf Kárpáti · Miklós Meszéna |

### Feminin
| Probă                 | Aur | Argint | Bronz                                                                                      |
| Floretă la individual | Heidi Schmid (FRG) | Aleksandra Zabelina (URS)                                                                                                | Svetlana Cirkova (URS)                                                                     |
| Floretă pe echipe     | Uniunea Sovietică Galina Gorohova Diana Nikancikova Tatiana Liubețkaia Valentina Prudskova Valentina Rastvorova Aleksandra Zabelina | Ungaria · Katalin Juhász-Nagy · Ildikó Rejtő · Magdolna Nyári-Kovács · Lídia Dömölky-Sákovics · Judit Ágoston-Mendelényi | România · Ana Ene · Olga Szabó-Orbán · Ecaterina Orb-Lazăr · Maria Vicol · Geta Sachelarie |

## Clasament pe medalii
| Loc | Țară              | Aur | Argint | Bronz | Total |
| --- | ----------------- | --- | ------ | ----- | ----- |
| 1   | Uniunea Sovietică | 4   | 2      | 2     | 8     |
| 2   | Polonia           | 2   | 1      | 2     | 5     |
| 3   | Franța            | 1   | 1      | 0     | 2     |
| 4   | RFG               | 1   | 0      | 0     | 1     |
| 5   | Ungaria           | 0   | 3      | 2     | 5     |
| 6   | Suedia            | 0   | 1      | 1     | 2     |
| 7   | România           | 0   | 0      | 1     | 1     |